# Ourapteryx caschmirensis
Ourapteryx caschmirensis là một loài bướm đêm trong họ Geometridae.